# Kleiner Kellenberg
Der Kleine Kellenberg ist ein 162,9 m ü. NHN hoher Berg im Wiehengebirge nördlich von Melle-Buer in Niedersachsen.

## Lage
Nach Norden, Süden und Westen fällt der Kleine Kellenberg in die Täler von Hunte und Glanebach ab. Im Huntetal finden sich am Fuß des Gegenhangs die Saurierfährten Barkhausen. Der Glanebach trennt im Norden den Kellenberg vom Schwarzen Brink, der bereits zum Hauptkamm des Wiehengebirges vorgelagerten Höhenzug Egge zählt. Vom rund 2 km ostwärts liegenden und rund 50 m höheren Großen Kellenberg ist der Kleine Kellenberg nur durch eine unscheinbare Döre getrennt. Auf den ersten Blick erscheinen Großer und Kleiner Kellenberg als geographische und ununterbrochen bewaldetet Einheit zwischen Glanebach, Drücke-Mühlenbach und Hunte. In westlicher Fortsetzung des Wiehengebirges folgt jenseits der Hunte der Linner Berg. Der Fuß des Kleinen Kellenbergs im Norden und Westen ist Teil des Naturschutzgebietes Obere Hunte.

## Tourismus
Über den Gipfel verlaufen der Wittekindsweg und der E11. Regionale Wanderwege über den Gipfel sind der Meller Ringweg und der Terra.Track Kellenberg. Unweit nördlich verläuft der Bad Essener Rundweg. Der Waldlehrpfad Huntetal-Buer führt um den Gipfel des Kleinen Kellenbergs und führt dabei durch ein am Südanstieg gelegenes Arboretum, das etwa 50 verschiedenen Baumarten zeigt.